# Theodor Kroner

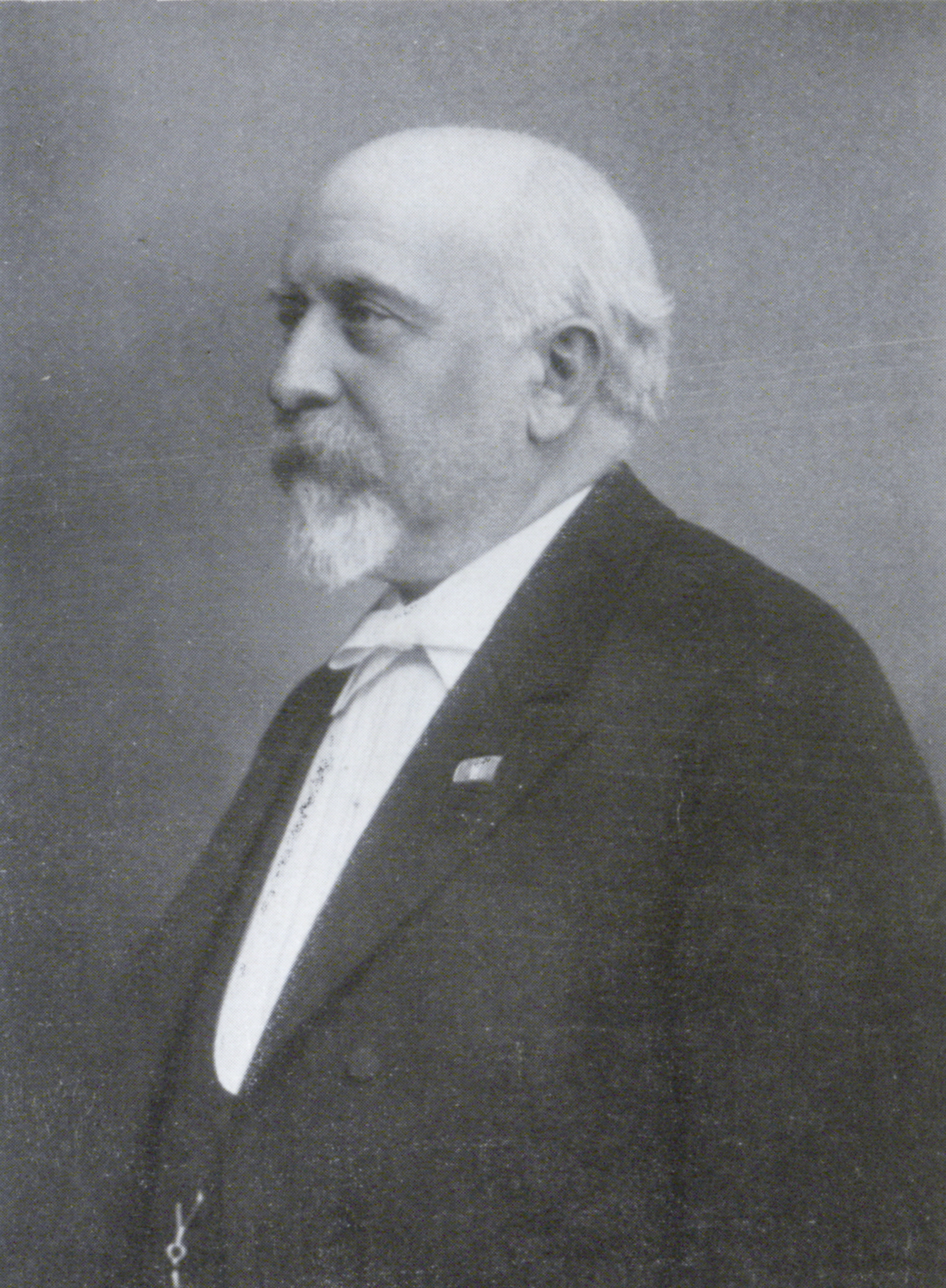
Theodor Kroner

Theodor Kroner (geboren 12. Mai 1845 in Dyhrenfurth, Landkreis Wohlau, Provinz Schlesien; gestorben 6. Oktober 1923 in Stuttgart) war ein deutscher Rabbiner.

## Leben
Kroners Großvater war Rabbiner in Dyhrenfurth, der Vater war Lehrer. Zur Weiterbildung und Vorbereitung auf das Studium wurde er dem Rabbiner Chaim Joseph (Joachim) Pollak in Mährisch Weißkirchen anvertraut. Anschließend studierte er am Jüdisch-Theologischen Seminar in Breslau und an der Universität Breslau, wo er 1868 promoviert wurde. Seine akademischen Lehrer waren Zacharias Frankel, Jacob Bernays, Heinrich Grätz und Franz August Schmölders. Nach dem Studium wurde Kroner 1869 Direktor der israelitischen Lehrerbildungsanstalt in Münster i. W. 1872 wurde er Landesrabbiner von Sachsen-Weimar-Eisenach in Stadtlengsfeld und später in Erfurt. Von dort wechselte er als Direktor an die jüdische Lehrerbildungsanstalt in Hannover, bevor er im Dezember 1893 Stadtrabbiner von Stuttgart wurde.

## Auszeichnungen
- Ritterkreuz erster Klasse des Friedrichs-Ordens

## Schriften
- De Abrahami Bedaresii vita et operibus. Sulzbach, Breslau 1868 (Breslau, Univ., Diss., 1868).
- Entstelltes, Urwahres und Erfundenes in den „Talmudjuden“ Professor Dr. August Rohling's. 2 Bde., Obertüschen, Münster 1871.
- „Denn mein Haus soll ein Haus des Gebets genannt werden für alle Völker“: Predigt zur Einweihung der neu erbauten Synagoge zu Erfurt; [Am 14. Elul. 5644, 4. September 1884]. Hugo Neumann, Erfurt 1884
- Festschrift zur Einweihung der neuen Synagoge in Erfurt am 4. September 1884, auf Wunsch der Gemeinde-Collegien verfasst. Erfurt
- Leitfaden zum Uebersetzen der Thora mit anschließender hebräischer Sprachlehre: für die Mittelstufe bearbeitet. 3 Bde. Hahn, Hannover 1888.
- Hrsg.: Scha'ar Ha-Schamaim: hebräische Fibel mit Gebeten für Anfänger, die schon deutsch lesen können. Hahn, Hannover 1888 (Digitalisat).
- Tōrā ū-Tefillā, Gebet- und Religionsbuch für die reifere Jugend: Übersetzungsbuch zu den Gebeten der Oberstufe. Manz & Lange, Hannover-Linden 1891.
- Gebet- und Religionsbuch für die reifere Jugend: Übersetzungsbuch zu den Gebeten der Oberstufe. Manz & Lange, Hannover-Linden 1892.
- Festpredigt zur Feier des hundertjährigen Geburtstags Wilhelm I. in der Synagoge zu Stuttgart am Sabbat 20. März 1897. Kaufmann, Stuttgart 1897.
- Geschichte der Juden von Esra bis zur Jetztzeit: für Volksschulen und höhere Lehranstalten. Frankfurt a. M. 1899.
- Die Juden in Württemberg: für Volksschulen und höhere Lehranstalten. Kauffmann, Frankfurt a. M. 1899.
- Josef Süß Oppenheimer. In: Im deutschen Reich. Zeitschrift des Centralvereins deutscher Staatsbürger jüdischen Glaubens. Jg. 9 (1903), Heft 1, S. 14–43 (Digitalisat).
- Rede zur 100jährigen Seelenfeier des Dichters Friedrich v. Schiller in der Synagoge zu Stuttgart, gehalten am 6. Mai 1905. Metzler, Stuttgart 1905.
- Die orientalische Frage. Verlag der Deutschen Friedensgesellschaft, Stuttgart 1908.
- Der Zweikampf im altdeutschen Recht, seine Verbreitung in der Neuzeit, seine Bestrafung nach dem geltenden und zukünftigen Deutschen Strafgesetzbuch und die Ziele der Anti-Duell-Liga. Stuttgart 1910.
- Zur Eschatologie und Dämonologie des Judentums und des Islams: eine zeitgemässe Studie. Fleischmann, Breslau 1916.